# Steven Rales
Steven M. Rales (Bethesda, 31 marzo 1951) è un imprenditore e produttore cinematografico statunitense, ha fondato nel 1984, insieme al fratello Mitchell Rales, la Danaher Corporation di cui è anche presidente. Rales ha anche fondato nel 2006 la società di produzione cinematografica Indian Paintbrush che lavora a stretto contatto con il regista Wes Anderson. Miliardario, secondo Forbes il suo patrimonio netto è stimato nel giugno 2023 in oltre 7,3 miliardi di dollari.

## Biografia
Cresciuto in una famiglia ebrea, Rales è uno dei quattro figli di Ruth (nata Abramson) e Norman Rales. Suo padre crebbe in un orfanotrofio, l'Hebrew Orphan Asylum di New York City, e diventò un uomo d'affari che ad un certo punto vendette la sua azienda di forniture edili situata a Washington ai suoi dipendenti in quella che venne una delle prime transazioni di azionariato ai dipendenti. Suo padre fondò anche la "Norman and Ruth Rales Foundation" e il "Ruth Rales Jewish Family Service".
Rales si è diplomato nel 1969 alla Walt Whitman High School di Bethesda, nel Maryland. Nel 1973 si è laureato alla DePauw University. Nel 1978, ha conseguito anche una laurea in giurisprudenza (JD) presso l'American University.

### Carriera
Nel 1979, ha lasciato la società immobiliare di suo padre per fondare "Equity Group Holdings" con suo fratello Mitchell Rales. Usando "obbligazioni spazzatura", i due hanno acquistato una linea diversificata di attività: prima Mastershield, un produttore di rivestimenti in vinile, poi Mohawk Rubber Company, quindi Diversified Mortgage Group. Hanno cambiato il nome in Diversified Mortgage Investors, nel 1978, e poi Danaher nel 1984. Da allora Steven è presidente del consiglio di amministrazione di Danaher, produttore di estrusi di alluminio, di utensili manuali, con il marchio Craftsman, di prese e chiavi per Sears.
Nel 1988, i due fratelli hanno fatto un'offerta pubblica di acquisto ostile per Interco, un conglomerato che comprende produttori diversi come scarpe Converse e mobili Ethan Allen. Quando l'azienda ha risposto con una "pillola avvelenata", hanno fatto causa e prevalso in tribunale. Dopo cinque mesi i due fratelli hanno venduto le loro azioni Interco con un profitto di 60 milioni di dollari.
Nel 1992, il lato AM di WGMS è stato venduto ai fratelli Rales che hanno convertito la stazione musicale nella prima frequenza per WTEM, la prima stazione radiofonica sportiva a tempo pieno nell'area metropolitana di Washington. Lui e suo fratello hanno fondato Colfax Corporation nel 1995, un produttore di pompe industriali con sede a Richmond, Virginia. Nel 2008, Rales ha progettato l'offerta pubblica iniziale della società.

### Indian Paintbrush
Rales ha fondato la società di produzione cinematografica Indian Paintbrush nel 2006. La società lavora spesso con il regista Wes Anderson, producendo film come Moonrise Kingdom, The Grand Budapest Hotel e Isle of Dogs.

## Vita privata

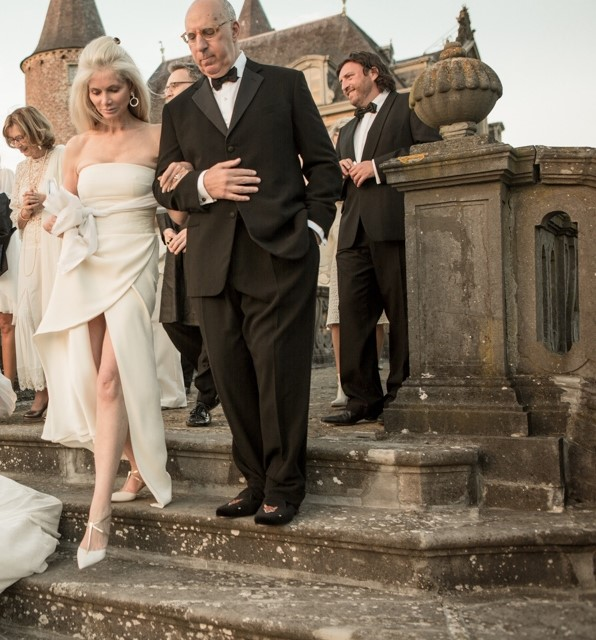
Rales con sua moglie Lalage nel 2016

Rales è stato sposato con Christine Plank dal 1983 al 2003. Hanno tre figli: Alexander, Gregory e Stephanie. Ha quindi sposato Lalage Damerell nel 2012. Rales è stato uno dei principali donatori nella dedica del 2002 del Peeler Art Center a DePauw.

## Riconoscimenti
- Premio Oscar
  - 2015 - Candidatura al miglior film per Grand Budapest Hotel
  - 2019 - Candidatura al miglior film d'animazione per L'isola dei cani
  - 2024 - Miglior cortometraggio per La meravigliosa storia di Henry Sugar
- Premio BAFTA
  - 2015 - Candidatura al miglior film per Grand Budapest Hotel